# 치비탈루파렐라
치비탈루파렐라(이탈리아어: Civitaluparella)는 이탈리아 아브루초주 키에티도에 있는 코무네이다.